# Danh sách kế vị ngai vàng vương thất Bỉ

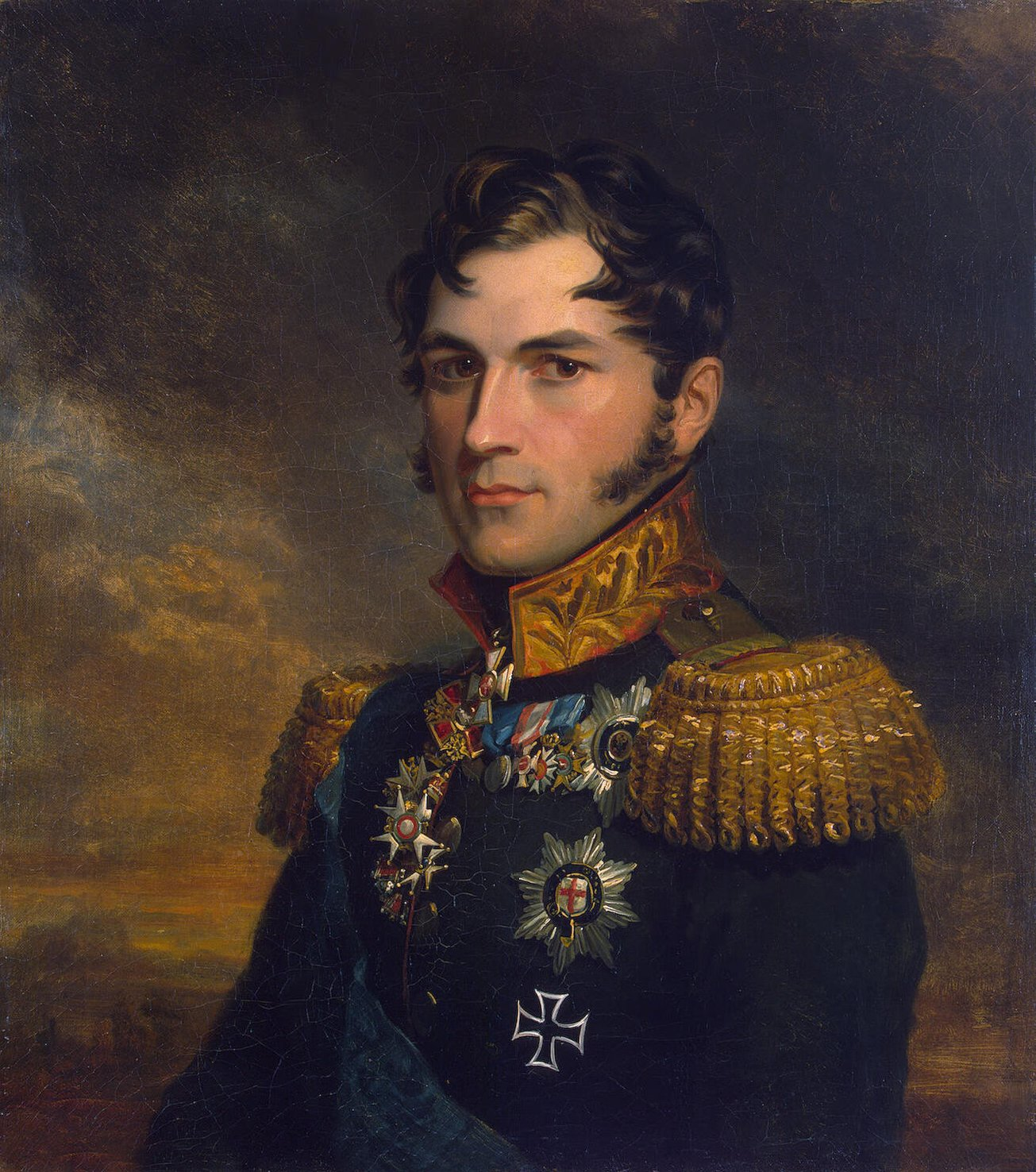
Quyền kế vị ngai vàng thuộc về các hậu duệ hợp pháp của Vua Léopold I.

Tình đến năm 2014, có tất cả 14 người được liệt kê vào Danh sách kế vị ngai vàng vương thất Bỉ.

## Quyền kế vị hợp pháp

Huy hiệu của Hoàng gia Bỉ

Từ năm 1991, Vương quốc Bỉ đã áp dụng luật kế vị mới với quyền thừa kế thuộc về các hậu duệ của Vua Albert II. Theo Luật Kế vị mới thì quyền kế vị sẽ ưu tiên cho con trưởng, bất kể người đó là công chúa hay hoàng tử. Những hậu duệ của các Quốc vương hay Thân vương trước đó chỉ có quyền kế vị nếu họ là con cháu dòng nam của Vua Leopold I. Điều này cũng có nghĩa là tất cả những công chúa Bỉ nào không là hậu duệ của Vua Albert II thì sẽ không có quyền kế vị ngai vàng. Thực tế thì các hoàng tử không là hậu duệ của Vua Albert II đều đã qua đời, cho nên, danh sách kế vị ngai vàng hoàng gia Bỉ bây giờ chỉ còn giới hạn các hậu duệ đời sau của Vua Albert II.
Một người sẽ mất quyền kế vị ngôi vua nếu người đó kết hôn mà không có sự cho phép của Đức vua. Quyền kế vị hợp pháp có thể sẽ được Đức vua khôi phục trở lại nếu có sự đồng ý của Quốc hội.
Theo Luật Kế vị lúc bấy giờ thì con gái duy nhất của 
Vua Albert II là Công chúa Astrid không có quyền kế vị ngai vàng. Vì vậy, năm 1984, bà đã kết hôn với Hoàng tử Lorenz của Austria-Este mà không quan tâm đến sự đồng ý của Quốc hội. Tuy nhiên, theo Luật Kế vị mới năm 1991, bà và các hậu duệ của mình hoàn toàn có quyền kế vị ngai vàng hoàng gia Bỉ.

## Danh sách kế vị ngai vàng
- Vua Albert II (1927–2016)

Élisabeth của Bỉ đang đứng đầu trong danh sách kế vị ngai vàng hoàng gia B

  -  Vua Philippe (sinh năm 1960)[3]
    - (1) Thái nữ Élisabeth (sinh năm 2001)[3]
    - (2) Vương tử Gabriel (sinh năm 2003)[3]
    - (3) Vương tử Emmanuel (sinh năm 2005)[3]
    - (4) Vương nữ Eléonore (sinh năm 2008)[3]

  - (5) Vương nữ Astrid, Đại vương công phu nhân của Áo-Este (sinh năm 1962)[4]
    - (6) Vương tôn Amedeo (sinh năm 1986)[4]
      - (7) Anna-Astrid của Áo-Este[5]
      - (8) Maximilian của Áo-Este (sinh năm 2019)[5]
      - (9) Alix của Austria-Este (sinh năm 2023)[5]

    - (10) Vương tôn nữ Maria Laura (sinh năm 1988)[4]
      - (11) Albert Isvy (sinh năm 2025)[6]

    - (12) Vương tôn Joachim (sinh năm 1991)[4]
    - (13) Vương tôn nữ Luisa Maria (sinh năm 1995)[4]
    - (14) Vương tôn nữ Laetitia Maria (sinh năm 2003)[4]

  - (15) Vương tử Laurent (sinh năm 1963)[7]
    - (16) Vương tôn nữ Louise (sinh năm 2004)[7]
    - (17) Vương tôn Nicolas (sinh năm 2005)[7]
    - (18) Vương tôn Aymeric (sinh năm 2005)[7]